# كاثارين هيتشكوك تيلدن أفيري
كاثارين هيتشكوك تيلدن أفيري (بالإنجليزية: Catharine Hitchcock Tilden Avery)‏ هي كاتِبة أمريكية، ولدت في 13 ديسمبر 1844 في داندي في الولايات المتحدة، وتوفيت في 21 ديسمبر 1911 في كليفلاند في الولايات المتحدة.